# Raghudebbati
Raghudebbati är en ort i Indien.   Den ligger i distriktet Haora och delstaten Västbengalen, i den östra delen av landet, 1 300 km sydost om huvudstaden New Delhi. Raghudebbati ligger 12 meter över havet och antalet invånare är 12 833.
Terrängen runt Raghudebbati är mycket platt. Runt Raghudebbati är det mycket tätbefolkat, med 2 431 invånare per kvadratkilometer. Närmaste större samhälle är Calcutta, 17,6 km öster om Raghudebbati. Trakten runt Raghudebbati består till största delen av jordbruksmark.